# Małgorzata Szwejkowska
Małgorzata Marta Szwejkowska – polska prawniczka (radca prawny) i nauczycielka akademicka, profesor nauk prawnych oraz dziekan studiów prawno-administracyjnych Akademii Ekonomicznej i Humanistycznej w Warszawie. Specjalistka z zakresu prawa karnego materialnego, prawa karnego wykonawczego i międzynarodowego prawa karnego. Autorka książek, podręczników oraz artykułów naukowych.

## Życiorys
Absolwentka Wydziału Prawa i Administracji Uniwersytetu Warszawskiego. 16 czerwca 2008 na Wydziale Prawa i Administracji Uniwersytetu Gdańskiego  obroniła pracę doktorską Zasady umieszczania niepoczytalnych tempore criminis sprawców czynów zabronionych w zakładach zamkniętych na tle prawno-porównawczym, 13 października 2014 habilitowała się na tym samym wydziale na podstawie pracy zatytułowanej Skazani z zaburzeniami preferencji seksualnych. Studium karnoprawne i kryminologiczne. Objęła funkcję profesora nadzwyczajnego w Katedrze Prawa Karnego Materialnego na Wydziale Prawa i Administracji Uniwersytetu Warmińsko-Mazurskiego w Olsztynie.
Od 2015 była kierownikiem Katedry Prawa Międzynarodowego Publicznego Wydziału Prawa i Administracji Uniwersytetu Warmińsko-Mazurskiego w Olsztynie.
Od 2018 profesor nadzwyczajna Akademii Ekonomiczno-Humanistycznej w Warszawie, gdzie od 2019 piastuje stanowisko dziekana studiów prawno-administracyjnych.
Postanowieniem Prezydenta Rzeczypospolitej Polskiej z dnia 28 września 2020 r.  uzyskała tytuł profesora nauk społecznych w dyscyplinie nauki prawne.